# Jay Leno
James Douglas Muir "Jay" Leno, född 28 april 1950 i New Rochelle, New York (men uppväxt i Andover, Massachusetts), är en amerikansk ståuppkomiker som var programledare för tv-programmet Jay Leno Show 2009–2010 och för The Tonight Show på National Broadcasting Company från 1992 till 2009. Han ledde återigen The Tonight Show från den 1 mars 2010 till den 6 februari 2014.

## Biografi
Leno började som ståuppare och kom sedermera att bli inhoppare för Johnny Carson i The Tonight Show. När den legendariske Carson meddelade att han skulle sluta som programledare tog Leno över 1992. Detta ledde till kontroverser mellan Leno och David Letterman som hade varit favorittippad att ta över efter Carson och som även var Carsons eget val som efterträdare till posten. Leno och Letterman blev året därpå rivaler med varsin kvällsshow som sändes på samma tid, samma dagar fast på olika kanaler. Leno sade i en intervju 2005 att han och Letterman inte har pratat med varandra på 13 år.
Leno inledde sitt program med en monolog på 10 minuter där han tar upp och skämtar kring aktuella ämnen tillsammans med kapellmästaren Kevin Eubanks. Han har sedan med olika gäster, flera av dem mer eller mindre återkommande, innan ett musikinslag avrundar programmet. Han har även med humorinslag som "Mannen på gatan" (Jaywalking) och "Rubrikerna" (Headlines).
Leno lämnade The Tonight Show 2009 och ersattes av Conan O'Brien, samtidigt som Lenos nya talkshow The Jay Leno Show lanserades på NBC den 14 september 2009. Den 1 mars 2010 återkom han som programledare för The Tonight Show efter att O'Brien lämnat programmet på grund av en fejd med NBC. I och med detta lades The Jay Leno Show ned.
Leno har gjort mindre roller som sig själv i ett antal filmer. Han lider enligt egen utsago av dyslexi. Lenos far kom från Italien och mor från Skottland. Privat har han ett brinnande intresse för bilar och motorcyklar, framför allt historiska, vilka han äger en stor samling av. Leno har en egen verkstad som ägnar sig åt att underhålla hans samling av exklusiva bilar, inklusive en stor samling ångbilar. Han gör originalrösten till Rödhakan (originalnamn Crimson Chin) i animerade TV-serien Fairly Odd Parents.

## Eftermäle
Asteroiden 13212 Jayleno är uppkallad efter honom.